# Santuario de Nuestra Señora de la Encina
El Santuario de Nuestra Señora de la Encina es un templo católico ubicado en el municipio español de Arceniega, en la provincia de Álava. Su construcción data de 1498, aunque existen vestigios del uso del lugar desde la época romana.
El templo, a caballo entre el gótico y el Renacimiento, tiene una planta de tres naves de diferentes alturas, separadas por dos series de pilares y cabecera ochavada, con cubierta de bóvedas estrelladas. Posee un gran ventanal con arco apuntado en el lado sur de la cabecera y tres en el costado norte con dos óculos en los dos lados y rosetones góticos en el lado norte.
Junto a la fachada norte del santuario se encuentra una encina de más de 500 años de antigüedad, declarado árbol singular por el Gobierno Vasco.

## Historia y descripción
Acabadas las obras en el año 1498, sería dotado más adelante de capillas (la del Cristo y la actual sacristía (s. XVI-XVII), de una girola ciega o deambulatorio que envuelve la base del ábside (s. XVII), de un pórtico (s. XVIII) y una ampliación de la casa hospedería, hoy casa cural (s. XVIII-XIX).
Posteriormente en 1882 se remata y alza un poco el campanario, cambiando su cuerpo de campanas. También se dota de un nuevo órgano, y en 1941, tras un vendaval que destrozó el tejado, fue sustituida en este la teja por pizarra.

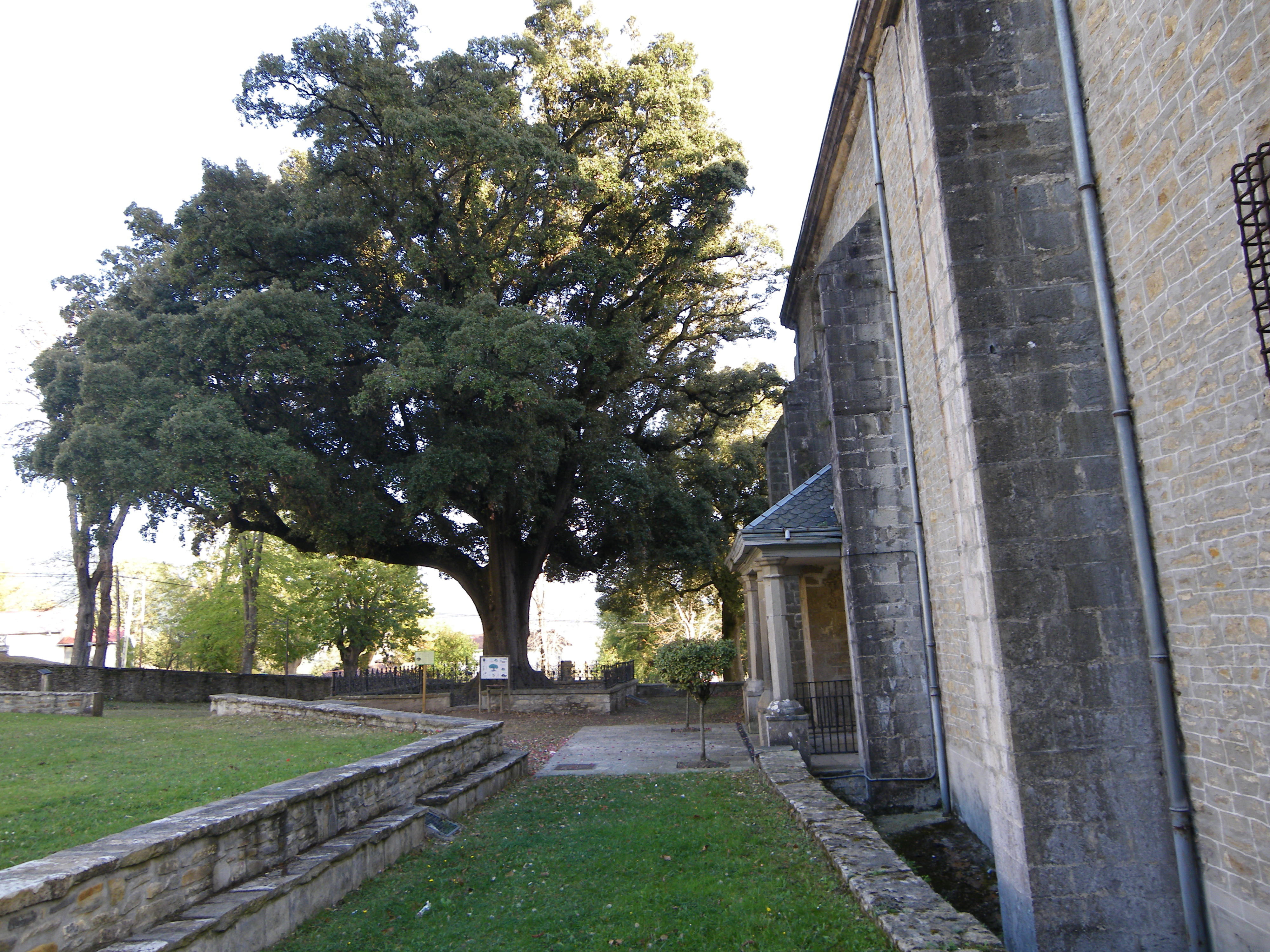
Árbol de la Encina

El interior, distribuido en tres naves, contiene varias obras de gran valor artístico, como el retablo mayor, de estilo gótico hispano-flamenco; la renacentista Capilla del Cristo, fundada en 1608 por Pedro de Oribe Salazar; el Retablo de la Virgen de Guadalupe y su aparición, pintado en tablas y donado desde México por un indiano natural de Arceniega; las pinturas del Juicio Final (s. XVI) y de las bóvedas. De gran valor son las pinturas del Juicio, el cenotafio de Cristóbal de La Cámara y el mueble-sagrario exento.

## Virgen de la Encina

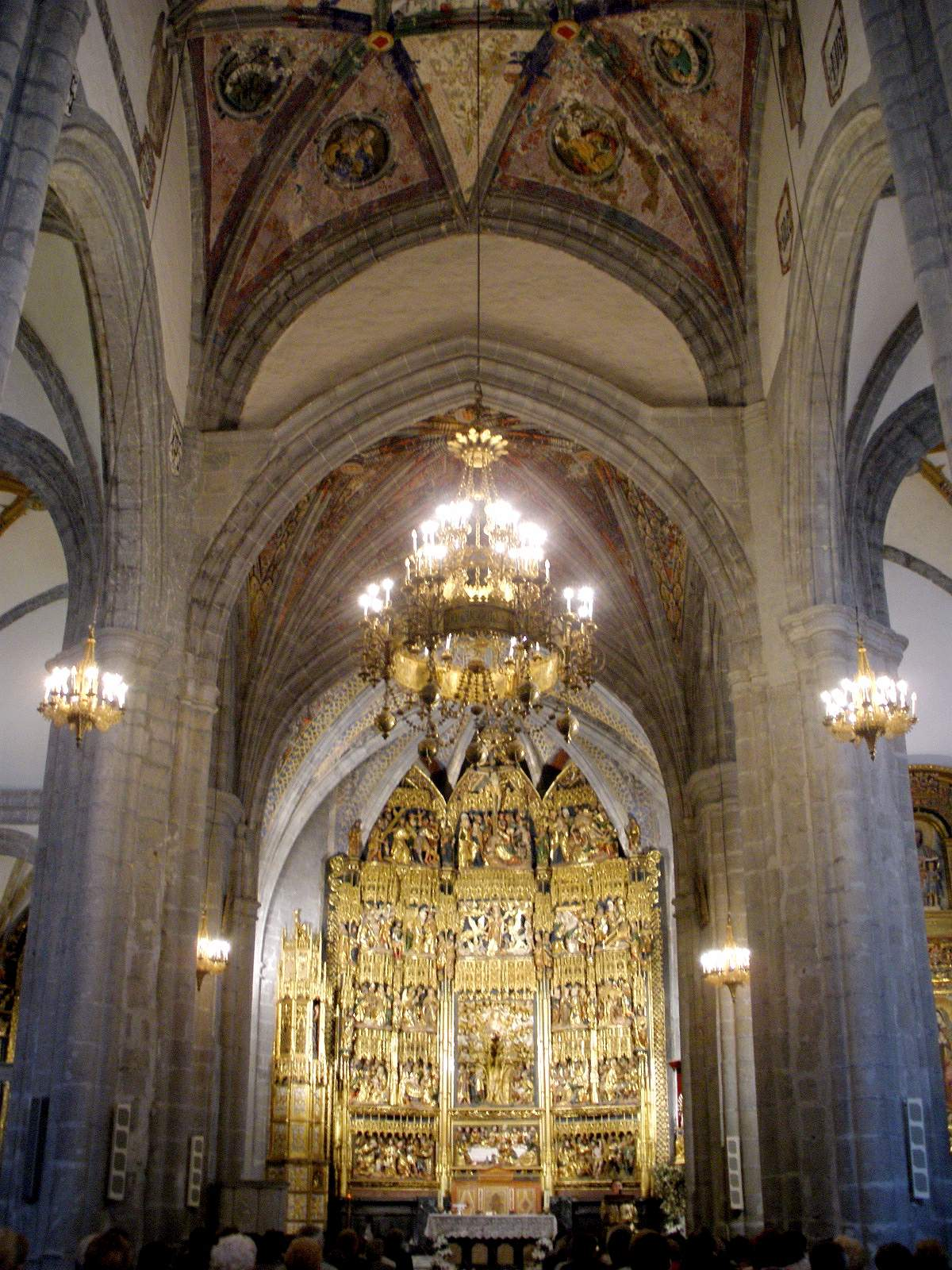
Interior del Santuario con el Retablo Mayor al fondo.

El santuario está dedicado a la Virgen de la Encina, copatrona de Álava junto a San Prudencio.
Existen dos tallas de la imagen de la virgen además de la ubicada en el retablo mayor: la gótica y la románica del s. XII. 
La influencia de su devoción se extendió a los pueblos limítrofes de Álava, Vizcaya, Burgos y Cantabria; de la que dan fe los testimonios existentes de las peregrinaciones, milagros, exvotos y hasta en el registro de buques, donde consta el nombre de Ntra. Sra. de la Encina en 6 navíos de Bilbao durante el s. XVII. En 1954 fue coronada la Virgen de la Encina en un acto multitudinario con asistencia de las autoridades de los territorios mencionados.